# Visconte Maggiolo
Visconte Maggiolo, italijanski kartograf in pomorščak, * 1478, Firence, † 1530.
Sodeloval je v ekspediciji pod vodstvom Giovannija da Verrazzanoja.